# モダン・ウォーフェア2 ゴースト
『モダン・ウォーフェア2 ゴースト』 (Modern Warfare 2:Ghost) は、6話構成の漫画シリーズ。本シリーズは2009年発売の『コール オブ デューティ モダン・ウォーフェア2』と結びついている。2009年11月11日にEpisode 1が発行され、Episode 2が同年12月に発行された。

## 出版の歴史
『モダン・ウォーフェア2：ゴースト』は2009年8月17日にコミュニティ・マネージャーのロバート・ボウリングによってTwitterで発表された。ストーム・プロダクションズによって出版され、デビッド・ラファムが執筆しカバーアートはケヴィン・ウェストとフェデリコ・ダロキオが担当した。

## ストーリー
『モダン・ウォーフェア2 ゴースト』は『コール オブ デューティ モダン・ウォーフェア2』の重要キャラクターであるゴーストの歴史に関連したストーリーである。コミックシリーズはゴーストがタスクフォース141のメンバーになる前が舞台である。彼の骸骨風のマスクやなぜ彼が自身をゴーストと呼ぶようになったのかなどキャラクターの起源に焦点をあてている。

## Episode 1: Dead for a Day
最初のエピソードでは、ゴーストがスカル風のバラクラバ(目出し帽)を着用するようになった経緯が語られる。 物語はウクライナのリシチャンシクにある学校で始まり、マスクをした人質犯のグループによって拘束されたゴーストが登場する。 彼はその後、旧友と呼ぶサイモン・ライリー中尉ついて語り始めた 。彼は、DEVGRUとデルタフォースメンバーで構成された特別部隊に加わるために、22（22連隊と呼ばれる）特殊空挺部隊からリクルートされた。 グループには、テロリストを送り込む麻薬ディーラーのロバを排除する任務が課せられた 。しかし、チームメンバーのサイクスのパラシュートが開かず地表に激突し死亡したことで事態は急変する。ライリーはチームに裏切者がいると疑い、その彼の勘はチームメンバーのヴァーノンがロバと結託していることが明らかになるにつれて正しいことが分かった。 ライリーは敵を撃ち倒しジャングルへ逃れようとしたが、ロバによって背後から撃たれた。

## Episode 2: Dead Life
「モダン・ウォーフェア2：ゴースト＃2」の最中に、メリー・カルテルによってライリーとそのチームが拘束されたことが明らかになった。拘束されている間、彼らは様々な犯罪グループやテロリストグループの殺し屋として使うための継続的な拷問や洗脳技術に耐えた。この試練の中で、彼の幼年時代から悪魔の様な父親の虐待にいかに耐えなければならなかったか、SASでの初期の年にどうしていたか、2003年1月にアフガニスタンでの任務から帰還後、虐待を受けていた母親の世話をし薬物中毒の弟トミーを更生させるために助けたなどのフラッシュバックが描写された。2004年3月、彼は父親を家から追い出したことでついに彼と彼の母親への父親の虐待を終わらせた。2006年6月、今度は完全に薬物中毒から脱した兄弟トミーの結婚式でライリーが介添人として現れた。これらのフラッシュバックの間に、ライリーの敵の多くは死者の日に参加者が着用するのと同様のスタイルの「幽霊のような」メイク（おそらくライリーの幻覚）をしているように見えた。メキシコのカルテルがライリーらを洗脳できないため殺すことを計画していると知ったアメリカ特殊作戦軍のスパークスとワシントンは脱出に成功したが、ライリーの独房を開けることができなかったため彼を見捨てることを余儀なくされた。その後、ライリーは外に引きずり出され、ロバの演説の後に彼は掘り起こされた棺に投げ込まれヴァーノンの腐敗死体と共に生き埋めにされた。

## Episode 3: Dead Will Follow
最初のいくつかの場面では、ゴーストはライリー中尉の話を続けていたが、若い女性の人質の1人をまじまじと見ているテロリストがおり、彼女がうろたえ不快になりつつある光景を目の当たりにしたことで、話を中断しテロリストに向かって彼女に何をしようと考えているのかわかっているぞと叫び驚かせた後話を再開した。
ヴァーノンの死体と共に棺に生き埋めにされたライリー中尉は脱出方法を探した。ライリーはヴァーノン少佐の下顎の骨を使い、13時間かけて墓から自分を掘り起こした。短い休息の後、彼は国境に向かって進んでいたが数日以内に脱水症状とせん妄に襲われた。約1ヶ月後に彼は国境を越えたが、傷口から感染症に感染し酷い脱水症状とせん妄状態にあり、彼は砂の中で崩れ落ち死ぬ寸前まで後にテキサスの保安官によって見つけられ病院に送られた。
物語はその後2010年12月18日（4ヶ月後と数週間後）にジャンプする。ライリーは上司へ彼の経験について報告している。ライリーの健康状態は良好だったが、彼の上司は精神状態が依然問題だと危惧している。ライリーはロバが彼を悩まし、罵倒している悪夢をみた。彼の悪夢の1つの後、母親と彼は世間話をし彼の父親についての不愉快な話ではるがストーリーにとっては意味のあるものを知った。
彼の家族と一緒にクリスマスを過ごしている間にスパークスが突然訪問してきた。地元のパブへと向かったスパークスとライリーは一緒にビールを飲みながら過去の時代とメキシコでの地獄の月の経験を蒸し返した。スパークスは自分とワシントンがアフガニスタンに配備される予定であると語り、メキシコで何が起こったのかそしてスパークスとワシントンが現在どのように行動しているのかを彼好みの素敵な体の女性を見つつライリーと話した。彼らは家へ徒歩で帰宅しようとする際にスパークスはパブで見た若い女性に近づき、彼女と寝るために話しかけるも女性は不機嫌になった。怒ったスパークスは女性を殴り気絶させライリーに彼女を強姦できるように彼女の家の中に連れていくように命じた。 ライリーは密かに警察に通報したことで女性に何らかの害を与える直前に警察が到着し彼らは逃走した。2人がスパークスのホテルの部屋に到着すると、スパークスはパニック発作を起こしてベッドに倒れこみ、ライリーに彼の薬を取ってもらうように頼んだ。ライリーはスパークスが何か企んでいると疑ったが、スパークスがライリーの頭に銃を向けたことで明らかになった。ライリーはすぐにスパークをナイフで切り付け武装解除させ、彼に尋問した。スパークスは当初「(メキシコの)コアウイラに戻りたい」と話すだけだったが、最終的に彼とワシントンはロバのために働いていることを明かしたことで彼らが上手く洗脳されていたことが明らかになった。ライリーはこれ以上の情報を得る前に、ワシントンが「スパークス！お前は信じないだろう俺が―」と叫びながら部屋に入ってきた。ワシントンはライリーを見て動揺し沈黙したが、その後ライリーを銃撃しようとした。ライリーは窓から飛び降りホテルから脱出するもその際に足を負傷したためタクシーを盗んで逃げた。ロバが家族について語ったことを覚えていて、間違ったことをすると起きることを伝えられた（たとえば、 「お前に何が起こるか教えてやろう...」 「これはお前の母親の頭蓋骨だ...」 「これはお前の弟の頭蓋骨だ 」）ライリーは家族の家へと急行し、衝撃的な光景を目の当たりにした。彼の母親、弟のトミー、トミーの妻ベス、そして彼の甥ジョセフ全員が殺されていた。ワシントンが犯人であることは間違いなかった。ライリーはスパークス、ワシントンとロバ、そして彼のカルテルを皆殺しにすることを誓った。

## Episode 5: Dead Won't Rise
小学校の教室では、ゴーストはまだ人質として拘束されており、「サイモン・ライリー中尉」の話が続いていた。テロリストのリーダーは完全武装しており、教室外の兵士たちは位置につき、戦う用意があると話した。ゴーストは彼を見るも基本的に彼を無視し話を続けた。
ライリーは軍事車両の下につかまり軍事基地に潜入した。彼は兵舎を見つけ、眠っているワシントン中尉を殺害し、その後見つけたスパークスを自分の家に連れて行って、処刑された家族の遺体を彼に見せた。スパークスは家族を殺したのは自分ではないと誓ったが、それは問題ではなくライリーは聞いていなかった。ライリーは家族の殺人（母親、兄弟、甥、姉妹）のためにスパークを縛り付け、猿轡をさせ殴打した。彼はその後処刑され家は放火された。火を放つ前に、ライリーはドッグタグを交換しスパークの焼死体を自分に見せかけた（彼の自宅で起きたことであるため）。ワシントン中尉の死体は翌朝発見され基地は警戒状態になった。基地の司令官は警備室に行き、前夜の監視映像を確認した。メキシコでは休暇を楽しんでいた2つの元軍隊のグループが待ち伏せされ殺された。ライリーはこの待ち伏せについて知りすぐに殺人犯の捜索を開始した。彼は実行犯のリーダーを見つけて離れた場所へと誘拐し、必要とする情報を求め拷問を行った。

## Episode 6: Dead and Gone
El Gordoの邸宅の場所を見つけた後、ライリーは犯罪者を始末するためにジャングルを旅した。 彼は邸宅のガードを殺し、逃げようとするロバを見つけ最終的に捕らえた。その後ロバは、彼が子供の頃両親が理由もなく銃殺された時何十億人もの人々の中では数人程度は取るに足らない存在だと気づいたとライリーに話した。ライリーは彼を始末し、ガードと戦いつつロバの燃え尽きる邸宅を脱出した。
場面は小学校に戻り、ゴーストと子供達を人質に取っているテロリストたちは行動を起こすことを決めたが、ゴーストはライリーの物語を語っている間に自分自身の拘束を解いており、窓からバックアップが到着するまでテロリストたちを阻止した。 女の子がゴーストがライリーかどうかや彼が話したことが真実かどうかを尋ねたが、ゴーストは「ただの物語」だと答えた。ライリーが燃えている邸宅から歩き出している場面に戻り、彼は 「Task Force 141」バッジを持った高級軍人(シェパード)と対面し、読者にこれがゴーストの起源であると信じさせる。